# Панча-таттва

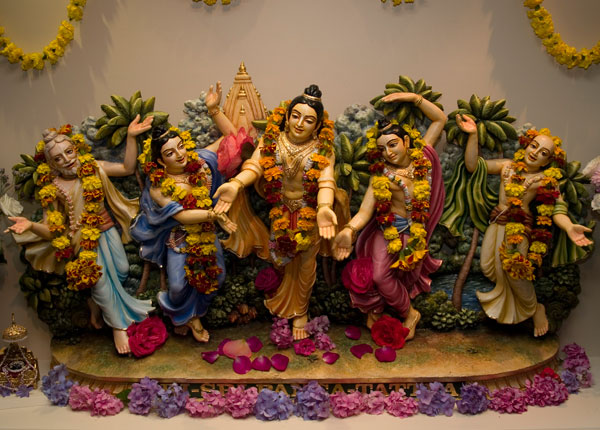
Божества Панча-таттвы на вайшнавском алтаре.

Па́нча-та́ттва (санскр. पञ्चतत्त्व, IAST: pañca-tattva — «пять элементов, сущностей») — санскритский термин, который в гаудия-вайшнавизме используется для обозначения Чайтаньи и его четырёх ближайших сподвижников:
1. Чайтанья — совместное воплощение Радхи и Кришны.
2. Нитьянанда — воплощение Баларамы.
3. Адвайта Ачарья — совместное воплощение Вишну и Шивы (Харихара).
4. Гададхара — воплощение внутренней энергии Кришны «хладини-шакти».
5. Шриваса — воплощение Нарады, чистого преданного Кришны.

Все эти пункты пронизывает главный принцип - взаимоотношения. Если проанализировать, то окажется, что этот принцип пронизывает все в нашей жизни.
Между представителями Панча-таттвы не существует духовной разницы, ибо на трансцендентном уровне все абсолютно. Тем не менее, духовному миру присуще разнообразие, и чтобы ощутить разные духовные вкусы, нужно чувствовать между ними разницу.
По традиции гаудия-вайшнавизма, принято прежде всего выражать свое почтение Шри Чайтанье Махапрабху, произнося Панча-таттва мантру, и только после этого произносить мантру «Харе Кришна»
Основной миссией Панча-таттвы было распространение практики коллективного пения мантры «Харе Кришна» и культа Радхи-Кришны.
В тантризме, в Вамачара-тантре (тантре левой руки), термин «Панча-таттва» является синонимом термина «Панчамакара».